# Ophioprium rosea
Ophioprium rosea är en ormstjärneart som först beskrevs av George Richard Lyman 1879.  Ophioprium rosea ingår i släktet Ophioprium och familjen knotterormstjärnor. Inga underarter finns listade i Catalogue of Life.